# Joanna Radomska
Joanna Radomska – polska ekonomistka, dr hab. nauk ekonomicznych, profesor nadzwyczajny Katedry Zarządzania Strategicznego Wydziału Zarządzania Uniwersytetu Ekonomicznego we Wrocławiu.

## Życiorys
W 2007 ukończyła studia w zakresie stosunków międzynarodowych na Uniwersytecie Ekonomicznym we Wrocławiu, 19 maja 2011 obroniła pracę doktorską pt. Partycypacja pracowników w procesie zarządzania strategicznego, 19 kwietnia 2018 habilitowała się na podstawie pracy zatytułowanej Ryzyko operacyjne w procesie realizacji strategii przedsiębiorstw. Otrzymała nominację profesorską.
Objęła funkcję adiunkta w Katedrze Zarządzania Strategicznego na Wydziale Nauk Ekonomicznych Uniwersytetu Ekonomicznego we Wrocławiu.
Piastuje stanowisko profesora nadzwyczajnego w Katedrze Zarządzania Strategicznego na Wydziale Zarządzania Uniwersytetu Ekonomicznego we Wrocławiu.

## Wybrane publikacje[2]
- Ryzyko operacyjne w procesie realizacji strategii przedsiębiorstw, Wydawnictwo Naukowe PWN, Warszawa 2017.
- Podział zadań, partycypacja i komunikacja we wdrażaniu strategii, w: Wdrażanie strategii w polskich przedsiębiorstwach. Model, uwarunkowania, implikacje / Moszkowicz Krystyna (red.), Wydawnictwo Naukowe PWN, Warszawa 2015, s.41-52.